# Едмундо Суарес
Едмундо Суарес (ісп. Edmundo Suárez), також відомий як Мундо (ісп. Mundo, нар. 22 січня 1916, Баракальдо — пом. 14 грудня 1978, Валенсія) — іспанський футболіст, що грав на позиції нападника. Після завершення ігрової кар'єри — футбольний тренер.
Едмундо Суарес є одним з найвидатніших футболістів в історії «Валенсії» і всього іспанського футболу. Дворазовий володар Трофею Пічічі, входить у десятку найкращих голеадорів чемпіонату Іспанії за всю його історію. Дворазовий володар Кубка Іспанії, триразовий чемпіон Іспанії.
Як тренер працював з низкою іспанських команд, проте серйозних здобутків не досяг, вигравши лише раз Кубок Іспанії з «Валенсією».

## Клубна кар'єра
Розпочав кар'єру футболіста в різних аматорських командах рідної Країни Басків і незабаром звернув на себе увагу найсильнішої баскської команди — «Атлетіка», але дебюту молодого форварда в основному складі завадила громадянська війна. Деякий час грав у армійській команді «Повернення Сходу» (ісп. Recuperación de Levante), яку зібрали на підконтрольній франкістам території з футболістів, призваних на військову службу. У 1939 році Суареса запросили до «Валенсії», у складі якої провів наступні 11 сезонів у п'ятірці форвардів, що увійшла в історію іспанського футболу як «електрична атака» (ісп. delantera eléctrica) (Віісенте Асенсі, Гільєрмо Горостіса, Епіфаніо Фернандес, Амадео Ібаньєс і сам Едмундо Суарес).
В 1940-ві роки «Валенсія» на рівних конкурувала з тодішніми лідерами іспанського футболу: «Барселоною», мадридським «Атлетіко» та «Севільєю». «Кажани» тричі (1942, 1944, 1947) ставали чемпіонами Іспанії (двічі — 1948, 1949 — команда стала другою, один раз — 1941 — третьою) і двічі виграла Кубок Генералісимуса — 1941 і 1949 (ще тричі — в 1944, 1945 і 1946 роках — дійшовши до фіналу). Обличчям клубу, лідером нападу був саме Едмундо Суарес, габаритний, фізично потужний форвард, який заслужив прізвисько «Мундо» («світ» іспанською). 8 сезонів поспіль (з 1939/40 до 1946/47) ставав найкращим бомбардиром команди (результат, неперевершений досі), двічі — у 1942 (27 голів) і 1944 (28 голів) роках — ставши лауреатом Трофею Пічічі.
Завершив професійну ігрову кар'єру в клубі «Алькояно», за який виступав протягом сезону 1950/51 років, але не зміг врятувати команду від вильоту з Ла Ліги.

## Виступи за збірну
1941 року дебютував в офіційних матчах у складі національної збірної Іспанії. Протягом кар'єри у національній команді, яка тривала усього 2 роки, зіграв за неї 3 матчі, забивши 3 голи.

## Кар'єра тренера
Розпочав тренерську кар'єру відразу ж після завершення кар'єри гравця, 1951 року, очоливши тренерський штаб клубу «Еркулес».
Надалі очолював команди клубів «Реал Сарагоса», «Льєйда», «Спортінг» (Хіхон), «Херес» та «Баракальдо».
1964 року «Мундо» став головним тренером «Валенсії», змінивши по ходу сезону на цій посаді іншого відомого в минулому футболіста клубу — Бернардіно Переса. Під керівництвом Суареса «Валенсія» дійшла до фіналу Кубка Ярмарків, де програла «Сарагосі». У 1965 році Едмундо поступився постом головного тренера «Валенсії» Сабіно Баріназі, але через деякий час керівництво клубу знову запросило «Мундо» на посаду тренера, оскільки було невдоволеним невдалим виступом команди в першості. У 1967 році «Валенсія» під керівництвом Суареса завоювала Кубок Іспанії, який став першим і єдиним трофеєм, завойованим «Мундо» на посаді тренера. Вже в 1968 році Суареса звільнили з його поста за низькі спортивні результати команди.
У 1970 році Едмундо недовго працював з клубом «Реал Мурсія».
Останнім місцем тренерської роботи іспанського фахівця стало «Леванте», команду якого Едмундо Суарес очолював як головний тренер 1971 року.
Помер 14 грудня 1978 року на 63-му році життя у місті Валенсія.

## Статистика виступів
| Клуб              | Сезон             | Ліга | Ліга | Кубок Іспанії | Кубок Іспанії | Інші | Інші | Разом | Разом | Товариські матчі | Товариські матчі | Всього | Всього |
| Клуб              | Сезон             | Ігри | Голи | Ігри          | Голи          | Ігри | Голи | Ігри  | Голи  | Ігри             | Голи             | Ігри   | Голи   |
| ----------------- | ----------------- | ---- | ---- | ------------- | ------------- | ---- | ---- | ----- | ----- | ---------------- | ---------------- | ------ | ------ |
| Атлетік Більбао   | 1935/36           | 0    | 0    | 0             | 0             | 1    | 0    | 1     | 0     | ?                | ?                | ?      | ?      |
| Атлетік Більбао   | Разом             | 0    | 0    | 0             | 0             | 1    | 0    | 1     | 0     | ?                | ?                | 1+     | ?      |
| Валенсія          | 1939/40           | 20   | 14   | 8             | 11            | 10   | 21   | 38    | 46    | 0                | 0                | 38     | 46     |
| Валенсія          | 1940/41           | 22   | 21   | 7             | 9             | 0    | 0    | 29    | 30    | 12               | 19               | 41     | 49     |
| Валенсія          | 1941/42           | 25   | 27   | 7             | 7             | -    | -    | 32    | 34    | 5                | 7                | 37     | 41     |
| Валенсія          | 1942/43           | 22   | 23   | 7             | 4             | -    | -    | 29    | 27    | 3                | 10               | 32     | 37     |
| Валенсія          | 1943/44           | 26   | 28   | 7             | 5             | -    | -    | 33    | 33    | 5                | 3                | 38     | 36     |
| Валенсія          | 1944/45           | 21   | 17   | 9             | 10            | -    | -    | 30    | 27    | 0                | 0                | 30     | 27     |
| Валенсія          | 1945/46           | 25   | 20   | 9             | 3             | 0    | 0    | 34    | 23    | 3                | 4                | 37     | 27     |
| Валенсія          | 1946/47           | 10   | 10   | 3             | 1             | -    | -    | 13    | 11    | 3                | 5                | 16     | 16     |
| Валенсія          | 1947/48           | 11   | 5    | 0             | 0             | 1    | 0    | 12    | 5     | 6                | 3                | 18     | 8      |
| Валенсія          | 1948/49           | 22   | 19   | 6             | 2             | 0    | 0    | 28    | 21    | 5                | 6                | 33     | 27     |
| Валенсія          | 1949/50           | 6    | 2    | 0             | 0             | 0    | 0    | 6     | 2     | 4                | 2                | 10     | 4      |
| Валенсія          | Разом             | 210  | 186  | 63            | 52            | 11   | 21   | 284   | 259   | 46               | 59               | 330    | 318    |
| Алькояно          | 1949/50           | 0    | 0    | 1             | 0             | 0    | 0    | 1     | 0     | ?                | ?                | ?      | ?      |
| Алькояно          | 1950/51           | 21   | 9    | 0             | 0             | -    | -    | 21    | 9     | ?                | ?                | ?      | ?      |
| Алькояно          | Разом             | 21   | 9    | 1             | 0             | 0    | 0    | 22    | 9     | ?                | ?                | 22+    | 9+     |
| Всього за кар'єру | Всього за кар'єру | 231  | 195  | 64            | 52            | 12   | 21   | 307   | 268   | 46+              | 59+              | 353+   | 327+   |

## Титули і досягнення

### Як гравця
- Володар Кубка Іспанії (2):

«Валенсія»: 1941, 1948-49
- Чемпіон Іспанії (3):

«Валенсія»: 1941-42, 1943-44, 1946-47

### Як тренера
- Володар Кубка Іспанії (1):

«Валенсія»: 1966-67

### Особисті
- Найкращий бомбардир чемпіонату Іспанії: 1941-42 (27 голів), 1943-44 (28 голів)